# Ingo Petz

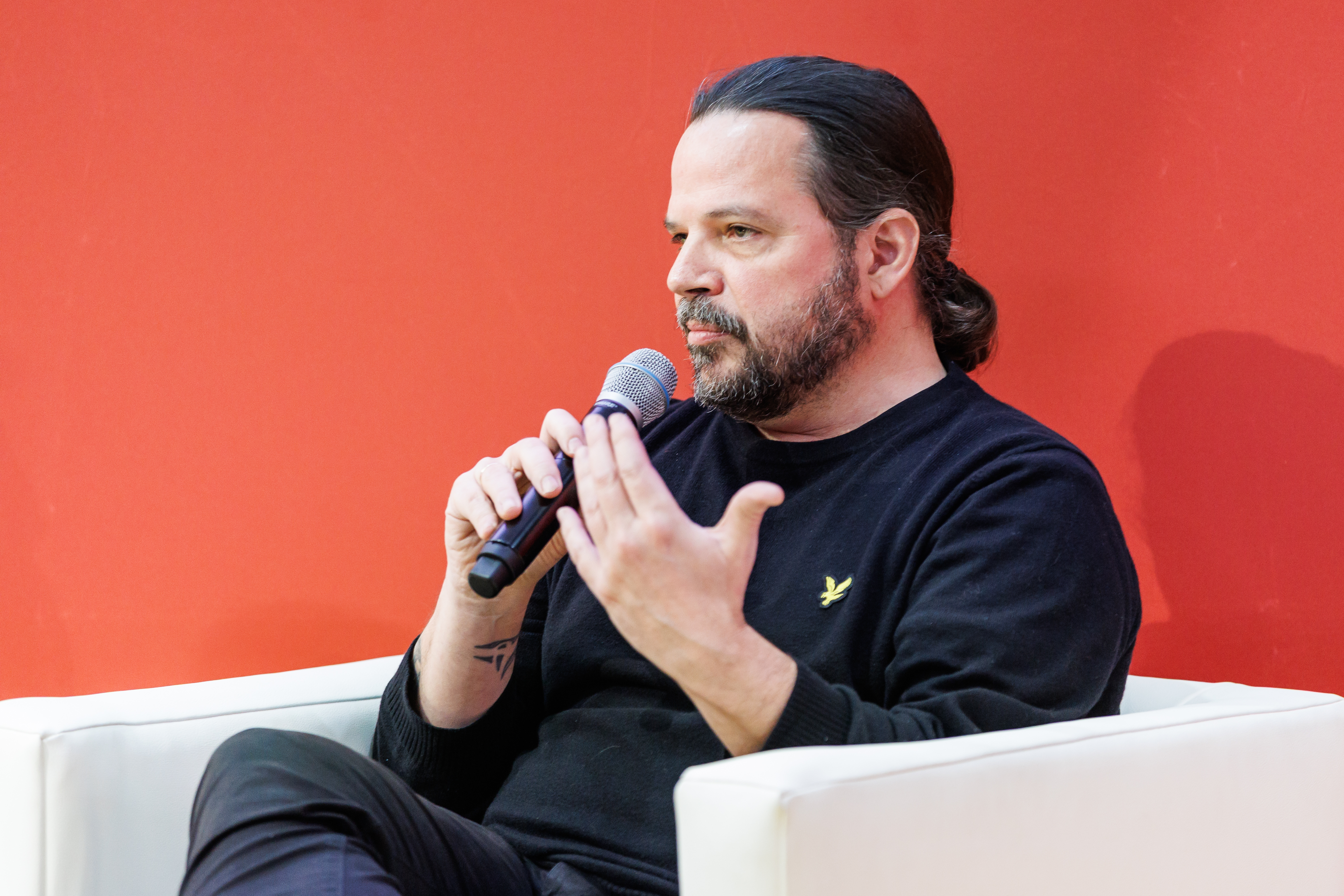
Ingo Petz (2025)

Ingo Petz (* 15. November 1973 in Stolberg (Rhld.)) ist ein deutscher Journalist und Schriftsteller mit Schwerpunkt auf der belarussischen Kultur- und Musikszene.

## Leben
Ingo Petz besuchte wie sein jüngerer Bruder das Gymnasium am Wirteltor in Düren. Seine journalistische Karriere begann Petz als freier Kulturredakteur bei der Dürener Zeitung. Während seines Studiums der Osteuropäischen Geschichte, der Slawistik und der Politikwissenschaft an der Universität zu Köln und an der Staatlichen Universität Wolgograd arbeitete er freiberuflich für die Kölnische Rundschau und begann dort 2001 ein Volontariat. Nach einem Jahr brach Petz sein Volontariat ab und wanderte 2002 nach Neuseeland aus, wo er als freier Korrespondent von Auckland aus unter anderem für das Handelsblatt, die Süddeutsche Zeitung und die österreichische Zeitung "Der Standard" berichtete, beispielsweise über den Americas Cup. Seit seiner Rückkehr nach Deutschland Ende 2003 lebt Petz als freier Journalist und Schriftsteller in Berlin und schreibt u. a. für brand eins, das Feuilleton der SZ, das adac-Reisemagazin, sowie für eine Reihe renommierter Tages- und Wochenzeitungen (u. a. Der Standard, Tagesspiegel, Rheinischer Merkur, Frankfurter Allgemeine Zeitung, Frankfurter Allgemeine Sonntagszeitung). Seit August 2010 berichtet er auch für den Deutschlandfunk.

## Werk

### Reisebücher
2004 reiste Petz als Stipendiat des Gräfin-Marion-Dönhoff-Programms für junge Journalisten nach Aserbaidschan. Als Ergebnis dieses dreimonatigen Aufenthaltes erschien 2006 sein erstes Buch Kuckucksuhren in Baku, in dem er persönliche Erlebnisse mit der Beschreibung des Landes und seiner Bewohner mischt. Das Buch erschien 2008 als Hörbuch gelesen von dem Kölner Sänger Gerd Köster.
Als ein Ergebnis eines knapp zweijährigen Neuseelandaufenthaltes veröffentlichte Petz 2008 sein zweites Buch unter dem Titel Kiwi Paradise: Reise in ein verdammt gelassenes Land. Leitmotiv dieses Buchs ist die Suche des Menschen nach dem Glück, das viele in Neuseeland zu finden glauben. Wie bereits in seinem ersten Buch verbindet Petz auch in Kiwi Paradise historische, kulturelle und politische Fakten über das Land und seine Bewohner mit persönlichen Eindrücken und Erlebnissen. So steht ein Bericht über eine Wanderung durch die neuseeländische Wildnis, die beinahe in einem Fiasko geendet wäre, gleichberechtigt neben einem Interview mit dem Erstbesteiger des Mount Everest Sir Edmund Hillary.

### Journalismus
Neben der Arbeit als (Reise-)Schriftsteller schreibt Ingo Petz als Journalist über Belarus und berichtet regelmäßig über die dortige Musik- und Kulturszene sowie über die belarussische Opposition sowohl in der Tagespresse als auch in Fachzeitschriften.
2006 initiierte Petz in Zusammenarbeit mit Maxim Grouchevoi, der Robert Bosch Stiftung und der Deutsch-Belarussischen Gesellschaft das CD-Projekt Belarusian Red Book – Music of Belarus, das Songs von 13 der bekanntesten belarussischen Bands versammelt, darunter Stücke, die wie Maja Kraina/Mein Land (Kasia Kamockaja) oder Majo Pakalenne/Meine Generation (N. R. M.) zu den Hymnen der oppositionellen Jugend in Belarus gehören. Belarussian Red Book – Music of Belarus ist die weltweit erste CD außerhalb von Belarus, die sich der Rock- und Pop-Musik des Landes widmet. Seit Oktober 2005 organisiert Petz regelmäßig Konzerte in Deutschland mit bekannten belarussischen Bands wie N. R. M.
Seine Berichterstattung über die belarussische Musikszene im Untergrund und seine guten Kontakte zu oppositionellen Gruppen führten im November 2006 zu einem temporären Einreiseverbot, als Petz das jährlich tagende deutsch-belarussische Minsk-Forum besuchen wollte. Zusammen mit der Leiterin des Russland-Programms der Deutschen Welle, Cornelia Rabitz, sowie den Bundestagsabgeordneten Marieluise Beck (Grüne) und Georg Schirmbeck (CDU) wurde Petz die Einreise verweigert.
Ingo Petz ist Vorstandsmitglied der Deutsch-belarussischen Gesellschaft.
In der ersten Hälfte des Jahres 2012 leitete Petz im Zuge des 57. Eurovision Song Contest, der am 26. Mai 2012 in der aserbaidschanischen Hauptstadt Baku stattfand, ein Projekt der deutschen Sektion von Reporter ohne Grenzen, das die Pressefreiheitsverletzungen in dem südkaukasischen Land thematisierte. Nach einem Aufenthalt in Baku vor dem ESC gab Petz deutschen Medien zahlreiche Interviews über die Lage der Pressefreiheit in Baku.
In Kooperation dem Fanprojekt Berlin und unter dem Dach des Deutsch-Russischen Austauschs e. V. organisiert Petz seit 2014 Seminare für junge Journalisten und aktive Fans aus Belarus, aus der Ukraine und aus Russland, die das Thema der „Fußball-Fankultur in der Offenen Gesellschaft“ thematisieren.

## Auszeichnungen
- 2004: Stipendiat des Gräfin-Marion-Dönhoff-Programms für junge Journalisten
- 2006: Rechercheförderung der European Cultural Foundation
- 2009: Grenzgänger-Stipendium des Literarischen Colloquiums Berlin und der Robert Bosch Stiftung

## Werke
- Kuckucksuhren aus Baku. Reise in ein Land, das es wirklich gibt. Droemer, München 2006. ISBN 978-3-426-27390-6; (Taschenbuch-Ausgabe: ISBN 978-3-426-77973-6); Als Hörbuch gelesen von Gerd Köster: ISBN 978-3-86604-845-4.
- Kiwi Paradise. Reise in ein verdammt gelassenes Land. Droemer, München 2008. ISBN 978-3-426-27433-0.
- Nackt im Wald mit Nietzsche. In: Hermann Gieselbusch & Michael Schmidt-Salomon. „Aufklärung ist Ärgernis…“. Karlheinz Deschner Leben – Werk – Wirkung. Alibri Aschaffenburg 2006. ISBN 978-3-86569-003-6.
- Ach, der Osten. Eine Annäherung. In: Regina Maria Anzenberger. east. moser, München 2008. ISBN 978-3-9812344-0-4.
- Wo bitte geht´s nach Belarus? Meine Reisen in die unbekannte Mitte Europas. In: Thomas Bohn/Victor Schadurski. Ein weisser Fleck in Europa ... Die Imagination der Belarus als Kontaktzone zwischen Ost und West. transcript, Bielefeld 2011. ISBN 978-3-8376-1897-6.
- Michel Ruge: Bordsteinkönig. Meine wilde Jugend auf St. Pauli (als Mitarbeiter). Droemer, München 2013. ISBN 978-3-426-78550-8.
- Stephan Urbach: Neustart. Aus dem Leben eines Netzaktivisten (als Ghostwriter). Knaur TB, München 2015. ISBN 978-3-426-78729-8.